# Agrardumping
Agrardumping bezeichnet das Angebot von Agrarprodukten zu Dumping-Preisen, also erheblich unterhalb der Produktionskosten. 

## Kritikpunkte
Diese Kritik unter dem Stichwort „Agrardumping“ kommt insbesondere von NGOs wie Oxfam, Germanwatch, FIAN sowie von dem ehemaligen UN-Sonderberichterstatter Jean Ziegler. Die Kritik richtet sich konkret gegen die Agrarmarktordnungen der Industrieländer – insbesondere der USA, EU und Kanada – aber auch gegen die der Schwellenländer wie Brasilien und Argentinien.
Hochsubventionierte Produkte aus diesen Ländern, die mithilfe der Subventionen (Ausfuhrerstattung) zu Niedrigstpreisen auf den Weltmarkt kommen, schädigen die Landwirtschaft in Entwicklungsländern und zerstören die Existenzgrundlage der Kleinbauern. Ländliche Verarmung, Urbanisierung, Hungersnöte, Welthunger und Flucht seien die Folgen dieser Politik. 
Kritiker des Agrardumpings sehen auch Nachteile für die reicheren Länder. In deren Landwirtschaft würde Masse statt Qualität gefördert. Dies führe durch erhöhten Dünger- und Pflanzenschutzmitteleinsatz zu einer unnötigen Umweltbelastung. Zudem würden die Subventionen ungerecht zugunsten der großen Betriebe verteilt, während kleine Biobauern auch in den reichen Ländern unangemessen benachteiligt würden.
Preisdumping ist eine im Regelsystem der Welthandelsorganisation (WTO) untersagte Praxis, die durch diverse Handelshemmnisse unterbunden werden kann. Im Agrarbereich greifen jedoch bisher solche Regelungen nicht, sondern es gelten diverse Sonderregelungen wie Exportsubventionen und dumpingfördernde Auflagen des Internationalen Währungsfonds und der Weltbank.
In Bekenntnisse eines Economic Hit Man beschreibt John Perkins u. a. die Strategie des Agrardumpings mit dem Teilziel des Bankrotts von Kreditschuldnern als Erfüllungsbedingung zu Land Grabbing und anderen Strukturanpassungsprogrammen (siehe auch Washington Consensus).

## Änderungen der Agrarpolitik
Wegen solcher Kritik überprüfte und änderte die EU teilweise ihre Gemeinsame Agrarpolitik (GAP). Seit der letzten Agrarreform 2003 verringert sie die Exportsubventionen zugunsten von Direktzahlungen und hat beispielsweise bei Milchprodukten die Exportsubventionen seit 2007 ganz gestrichen. Dieser Beschluss wurde allerdings im Januar 2008 angesichts der historisch niedrigen Milchpreise von unter 20 Cent/Liter bei manchen Molkereien wieder revidiert. Die Heinrich-Böll-Stiftung kritisiert die GAP, weil dadurch kleinere Betriebe benachteiligt würden.
Auch nach Abschaffung Exportsubventionen subventionieren die OECD-Staaten, vor allem die EU und die USA die Landwirtschaft in einer Größenordnung von jährlich 360 Mrd. Dollar an Agrarsubventionen. Dies entspricht dem siebenfachen Volumen der jährlichen Entwicklungszusammenarbeit. Ein Ende der Exportsubventionen ist also keinesfalls gleichzusetzen mit einem Ende des Agrardumpings.
Auch in den aktuellen Verhandlungen zum WTO-Agrarabkommen werden die Formen von Subventionen überprüft, die an die Produzenten in den Industrieländern fließen.

## Belege
1. ↑  G. Haverkate: Probleme des Subventionsrechts in Einzelbereichen. In: Öffentliches Wirtschaftsrecht. Besonderer Teil 1. Berlin und Heidelberg 2013, S. 407.
2. ↑  Verdichtet zu Strukturanpassungsprogrammen (structural adjustment policies) z. B. Liza Grandia (2011): Projecting Smallholders: Roads, the Puebla to Panama Plan and Land Grabbing in the Q’eqchi’ Lowlands of Northern Guatemala (Memento vom 16. September 2016 im Internet Archive) (PDF), p. 36: "When Third World countries began in the 1980s to default on this debt, the International Monetary Fund imposed structural adjustment policies (SAPs) which forced countries to privatize resources and promote exports over local food security (Danaher 1994). As we have seen in Guatemala’s history of the coffee trade, export businesses demand externally-oriented, “pass-through” infrastructure, precipitating a vicious cycle in which a country applies for another development bank project, thereby falling ever deeper into debt."
3. ↑  Statistik der EU-Kommission (Memento vom 23. April 2009 im Internet Archive).
4. ↑  https://www.boell.de/de/2019/01/09/hoefesterben-wachsen-oder-weichen
5. ↑  Daniel Goeudevert nennt die Gründe der Hungerkrisen, Wirtschaft Zentral, 9. Februar 2015